# Jurema-branca
Mimosa ophthalmocentra ou Mimosa verrucosa é uma espécie vegetal da família Fabaceae.
Possívelmente corresponde às espécies popularmente designadas como jurema-de-oieras ou jurema-branca e, ainda, jurema-de-embira ou jurema-de-imbira. Apenas pode ser encontrada no Brasil.

## Usos
A madeira da árvore é usado como lenha e para fazer carvão e estacas para cerca. A casca da árvore é como medicamento e uso ritualístico. A árvore contém o alucinógeno dimetiltriptamina na casca da sua raiz.

### Outras fontes
- (em inglês) World Conservation Monitoring Centre 1998. Mimosa verrucosa.
- 2006 IUCN Red List of Threatened Species.  Dados de 10 de Julho de 2007.
- Journal of Botany, (Being a Second Series of the Botanical Miscellany), Containing Figures and Descriptions. London 4(31):390.  1841
- USDA, ARS, National Genetic Resources Program. Germplasm Resources Information Network - (GRIN) Data from 07-Oct-06.
- Erowid Plants - mimosa Fev. 2011